# Силвана Виндранер
Силвана Виндранер (енг. Sylvanas Windrunner) је фиктивни лик који се појављује у серијалу видео игара Воркрафт компаније Близард Ентертејмент (енг. Blizzard Entertainment). Први пут се појављује у игри Воркрафт 3: Владавина Хаоса (енг. Warcraft III: Reign of Chaos), а бива знатно редизајнирана у игри Свет Воркрафта: Легија (енг. World of Warcraft: Legion), тако да је њен тренутни изглед више у складу са њеним описом у Воркафт универзуму. Некадашњи високи вилењак, стрелац-генерал Силвермуна, Силвана је убијена од стране Артаса Менетила (енг. Arhas Menethil) када је водила отпор против његове инвазије. У једној финалној/климактичној борби, која је оставила главни град Силвермун у рушевинама, Артас је напокон успео да победи вилењачког генрала и да јој ишчупа душу из тела и претвори је у бенши/утвару. Ова нова посредница Лич Кинга је била ојачана мржњом према живима и вечном жељом да влада над својим новим родом. У игри Залеђени Трон (енг. The Frozen Throne), Силвана је успела да поновно поврати своју слободну вољу и своје тело, такође оснива фракцију немртвих, Форсејкен, а себе назива "Бенши краљицом" и "Мрачном дамом". Са својим новим немртвим снагама који се заклињу на освету Лич Кингу, крећу у рат против фракције Скурџ.
Силвана је постала један од најпрепознативљијих и најчувенијих ликова у Воркрафт универзуму, такође је генерално подједнако добро прихваћена међу играчима и новинарима. Често је хваљена за њене способности у предвођењу војске и истовремено за њен симпатичан карактер у причи те игре. Глас карактеру даје глумица Пети Метсон (енг. Patty Mattson) од Свет Воркрафта печа 3.2, али пре тога глас јој је давала Пиера Копола (енг. Piera Coppola). Пре него што су се њени Форсејкени придружили фракцији Хорде, њен род немртвих и већи део света је почео да је зове "Дама Таме" препознајући какав застрашујући ентитет она постаје. Такође од печа 7.0.3. онлајн игре, она је тренутни ратни начелник Хорде, што је чини једним од најјачих политичких лидера широм целог Азерота (енг. Azeroth).
овде би могло енг за сваког од наведених
Силвана је константно ранкирана као један од најпопуларнијих ликова у игри, и лако ју је навести као једну од најпрепознатљивијих ликова (заједно са Саром Кериган из Старкрафта, Тајрелом из Диабла и Трејсер из Овервача) из Близардових објављених игара. Њена прича и развој њеног лика су сматрају једном од најбољих примера стрелаца у фиктивним делима са oдличном историјом лика.

## Развој
Силванин изглед карактера у Свету Воркрафта је оригинално био Ноћни вилењак бледе коже. Ово је промењено јер је њен лик требало да има велику улогу у Свету Воркрафта: Гнев краља Лича (енг. World of Warcraft: Wrath of the Lich King). Близард је осећао потребу за редизајном изгледа њеног лика, јер "играчи су били забринути да ће морати да гледају стари модел ноћног вилењака кроз све њене моменте у причи Гнев краља Лича". Иницијални редизајн koji представља тачнији приказ крвног или високог вилењака је убачен у бета верзију игрице Гнев краља Лича августа 2008. године пре њеног финалног "фантастичног модела" који је представљен месец дана касније. У интервјуу са програмером Свет Воркрафта, Јоном Хазикостасом (енг. Ion Hazzikostas), за Силвану каже да је "јако кул лик". Кристи Голден (енг. Christie Golden), писац Воркрафт романа Злочини Рата, сећа се "Била сам одушевљена када су дали зелено светло за Сулванину подпричу у роману". Такође је рекла "Свиђа ми се, ја волим Силвану, мислим да је чудесна ... она је као чоколада, тамна и горко-слатка". У интервју са Криптозоиком (енг. Crypotozoic) програмерима иза Свет Воркрафта игре са картама, главни креативни дизајнер Дру Вокер (енг. Drew Walker) је рекао "фанови ММО-а су одмах привучени иконичним ликовима као што су Тирион Фордринг, Џејна Праудмор (енг. Jaina Proudmoore) и Силвана Виндранер", који доприносе популарности игре.
У августу 2015, Близард је ажурирао свој сајт за Свет Воркрафта: Легију са профилом Силване који је опет измењен. Нови модел у игри користи нове верзије текстура, и пре свега садржи редизајн њеног оклопа који сада прекрива њен струк. Синематик који је следио након тога је садржао и Силвану са њеним новим изгледом. Тај синематик је њен прво њено појављивање у кинематографској сцени, прилика која је дозвоилила тиму да се врате свом правцу и озбиљно попричају о лику. Тим се фокусирао на представљање карактеристика везаних за њен изглед немртвог високог вилењака, наглашавајући "незнатно шири пар очију, више јагодичне кости и веома шиљасту браду" и додајући "мале изрезе на лицу". Такође су искористили ову прилику да редизајнирају њен класични оклоп да би направили "прикладнију одећу" за немртвог стрелца, назвавши га "ратни оклоп". Силванин нови изглед подстакао је конверзацију онлајн, у којој су многи фанови ушли у дебату око избора да се прекрије њен струк и у дискусију око приказа женских ликова у модерним видео играма.

## Појављивања

### Владавина Хаоса
Силвана Виндранер је оснивач и вођа фракције Форсејкен. Првобитно високи вилењак из Кел'Таласа (енг. Quel'Thalas), Силвана је већ као јако млада показала своје способности стрелаца, па је напредовала у свом ранку све док није постала Стрелац-Генерал. Када је фракција Скурџ  напала Кел'Талас, Силвана је храбро бранила своју родну земљу, задржавајући силе Скурџа док су високи вилењаци покушавали да формирају одбрану. Скурџ је међутим евентуално успео да преплави њене снаге, а принц Артас Менетил (енг. Arthas Menethil) (сада витез смрти) да лично он убије Силвану и подигне је као безтелесну бенши у његовој служби као казну за ометање његове инвазије.

### Залеђени Трон
Како су године пролазиле, Краљ Лич (Артасов вођа) је постепено губио контролу над немртвима, што је био резултат напада Илидана Стормрејџа (енг. Illidan Stormrage) и његових снага на замак краља Лича, Залеђени Трон у Нортренду (енг. Northrend). Захваљујући овом губитку контроле, Силвана је успела да поврати своју слободну вољу и њено физички облик и да започне напад на принца Артаса. Артас је побегао у Нортенд, али Силвана је одлучила да још увек не креће за њим, већ је одлучила да прво сакупи већи део немртвих који су имали слободну вољу под њено вођство и да их назове 'Форсејкен'. Она је повела Форсејкен да учврсте свој ослонац у рушевинама Лордерона тако што ће победити господаре ужаса Гореће легије (енг. the Burning Legion) и напослетку издати остатке Алиансе (енг. the Alliance) у тој регији (које је изманипулисала да јој помогну помогну у уништавању противника). Под вођством своје нове краљице, Форсејкен је направио Андерсити (енг. the Undercity) испод рушевина Лордерона. Док су се неки Форсејкени плашили Силване, други су ценили сигурност коју она пружа. Многи немртви са слободном вољом, су међутим нашли сврху за своје постојање у њеној горућој жељи да уништи краља Лича.

### Гнев краља Лича
Силвана заједно са Форсејкенима има напету везу са фракцијом Хорде. Након борбе за право да се придружи Хорди, Силвана је повела своје "људе" на континент Нортренд да униште краља Лича. Пре него што су успели, устанак међу Форсејкенима је као жртве и имао и чланове Хорде и Алијансе, бацајући сенку невере на Силвану. Почела је прихвата да Форсејкени имају мутну шансу за будућност; не могу да се размножавају и људи их презиру. На крају, Бенши Краљица је склопила пакт са Вал'Кир, створењима као из ноћне море која имају способност да стварају немртве, и тако дају шансу Форсејкенима да преживе на Азероту.

### Измаглице Пандарије
Иако је поштовала и била лојална ворчифу Тралу (енг. Thrall), Силвана није подносила његовог наследника Гароша Хелскрима (енг. Garrosh Hellscream) -кога је подржавала и слушала када је била у његовом присуству, али је ковала завере иза његових леђа. Њен род се на крају придружио Хордином устанку против Гароша и тако помогао да се оконча његова тиранска владавина.

### Легија
Након што је ворчиф Вол'Џин (енг. Vol'jin) смртно рањен у инвазији на Броукен Ајлс (енг. Broken Isles). Вол'Џин је лично Силвану Виндранер прогласио својом наследницом на месту ворчифа Хорде. Силвана је тада била на челу Хординог напада на Броукен Ајлс где је путовала до Стормхелма у потрази за артефактом који би јој омогућио да контролише Вал'Кир те да јој омогући да ствара још Форсејкена. Међутим, овај план је покварен од стране Гена Грејмена (енг. Genn Greymane) када је напао њу и уништио тај артефакт, тако направивши веће тензије између две фракције.

### Борба за Азерот
Силвана жели да дође до веће количине Азерита да би Хорда могла да произведе више оружја у борби против Алијансе. На крају она изазива још један конфликт, Трновити рат, који достиже врхунац спаљивањем светског дрвета.

### Хероји Олује
Силвана Виндранер се појављује као игрив карактер у игри Хероји Олује (енг. Heroes of the Storm), представљена је у марту 2015. током бета верзије те игре. Њен херој припада групи хероја чија је специјалност опсада. Њен регуларни напад ошамућује плаћенике, поданике и куле. Напредовањем њених талената може се дуплирате трајање дужине ошамућивања и након тога убије противнике са нападима који експлодирају при ударцу, са одређеним талентима који јој омогућавају да краткотрајно постане тенк или артиљерија која постепено уништава немарне противнике својом силином.
Њени стандарне способности су између осталог бараж стрела са пуњењем које се обнавља приликом убистава, напад бодежом који скида живот противнику током одређеног временског периода и шири се на непријатеље у близини и штетни ефекат на подручју заснованом на конусу који је такође телепортује. Такође обе њене ултимативне магије њеном тиму дају значајне могућности контроле противника кроз забрану коришћења магија на широком подручју. Негативна страна сета њених способности је то што је веома зависна од свога тима, јер мањак подршке саиграча је чини јако лаком метом и поред њене снаге.
У Херомјима Олује, Силванина примарна функција је стрелац веома брзог темпа који напада отпозади фронталних линија, али такође може да учествује у нападању суседних линија, а генерално се фокусира на потискивању непријатељских снага и доминирању у тимским  борбама са брзим размишљањем. Најбољи начин играња са њом је фокусирање на опсаду противничких торњева у почетном делу партије, и по могућству то радити у тиму ради подршке против противничких напада. Такође је једнако тешко играти против ње јер њена офанзивна снага са временом премашује већину других хероја, поготово ако се не врши притисак на њу током средњег дела игре. Да би се ово избалансирало, она има помешане способности корисне за тим са не тако кратким паузама између њихових коришћења, и велику потребу да битка иде у корист њеног тима. Штавише, успешно извођење њених спосособности не само да може довести њен тим до велике предности у броју убистава, већ је тешко играти против њене обмањиве игре.

### Друга појављивања
Као и већина других ликова из Воркрафта, Силвана се такође појавила у карташкој онлајн игри Хартстон (енг. Hearthstone), где је најчешће рангирана као једна од најјачих карата у игри,  како пише Мет Лоу (енг. Matt Low) из Енгеџета (енг. Engadget) да је Силвана Виндранер легендарна картица са јако добром вредношћу. Она се такође појављује у сличној, али мало другачијој игри Свет Воркрафта игра са картама (енг. World of Warcraft Trading Card Game) као карта коју је могуће сакупити, са нивоом снаге који одговара њеном статусу у историји игре.

## Одзив
- Лик је добио углавном позитивне оцене од њеног првог појављивања у свету игара 2002.
- Силвана ја била друго место на листи "5 најутицајнијих женских ликова из игре Ворл оф Воркрафт" сајта 2p.com, где су о њој рекли да је "један од најтрагичнијих и легендарнијих хероја Света Воркрафта. Какогод, никад се није препустила судбини. Силвана је стремила изласку из тешкоћа и постала је вођа Форсејкена. Она је јака, чврста, одважна и довољно храбра да се суочи са сопственом судбином".[12]
- Едитор Ај-Џи-Ен-а, Дана, је хвалила причу везану за Силвану, казавши "Не стидим се да признам загрцнула сам се више него једном када су у питању задаци са Силваном" мислећи на игру Свет Воркрафта Катаклизма. [13]
- Котаку је писао о њој да је "луди нови лик" када је додата у игру Хероји Олује;[14] такође су касније рекли да ју је "супер играти", а Мајк Феј (енг. Mike Fahey), је написао "Волим је, барем за сад".[8]
- Никол Арс (енг. Nicole Arce) из Тек Тајмса (енг. Tech Times) је за њу рекла "Да није сасвим обичан херој из Хероја олује".[15]
- Метју Роси (енг. Matthew Rossi) из Енгеџета, ставио је Силвану предзадњу на списак "Топ 10 дивних злоћа Воркрафта" казавши да је Бенши Краљица "дошла до тог места тако што постаје још немилосрднија и још више језиво прагматична са сваким појављивањем. Она је развила лишност такву да је постала култ међу својим пратиоцима Форсејкенима."[16] Такође је написао "Силвана је занимљив лик зато што и поред својих, често гнусних, дела, њени поступци имају смисла када се погледа њена прича свеукупно. Она није неко непознато зло, и чак ако не подржавате то што ради, морате признати да је тешко замислити да не би била таква каква јесте, након свега што је прошла."[17]
- Зек Јонзон (енг. Zach Yonzon), такође из Енгеџета, је написао да Силвана "изгледа одлично као што би и требало да изгледа вођа фракције". Нови изглед лика је хваљен како изгледа "још више краљевски, застрашујуће и свеукупно опасније", са много обожаваоца.[18]
- Ана Стикни (енг. Anne Stickney), из Енгеџета, је била мање одушевљена, и рекла је да је њен лик "у суштини мртав. Залуђена стварањем. Силвана стоји на своје две ноге, али њена прича нагиње све више и више од компетентног вође ка ко је мало полудео".[19]
- Глумица Мишел Мороу (енг. Michele Morrow) је изјаснила своју жељу да глуми у Воркрафт филму, рекавши "Да будем искрена била бих срећна да играм било ког лика у филму. Али Силвану ... Волим је јер је она одлучна. Она је лукава. Она је арогантна и пркосна, али не можете да је кривите. Прошла је кроз велике муке. Свиђа ми се ова слика ње. Она стварно чува своје мисли за себе".[20] Силвана се такође појављује у другим Воркрафт промотивним производима.
- "Најјача мртва жена у Азероту" се појављује на специјалној Воркрафт новчаници од 50$ за Монопол, заједно са другим познатим Воркрафт ликовима.[21]
- Силванина фигурица је истакнута на Комик-Кону (енг. Comic-Con) 2013, када се Мајк Феј нашалио "Мини Силвана је најслађа краљица немртвих икад. Волим је. Више од вас."[21] Такође постоје и друге Силванине фигурице.[22] Силвана је такође јако популаран лик у косплеј (енг. cosplay) заједници.[23]